# Hypaeus concinnus
Hypaeus concinnus är en spindelart som beskrevs av Simon 1900. Hypaeus concinnus ingår i släktet Hypaeus och familjen hoppspindlar. Inga underarter finns listade i Catalogue of Life.